# ケミカル・ブラザーズ
ケミカル・ブラザーズ (英: The Chemical Brothers) は、イギリスの電子音楽系の音楽ユニット。1989年に結成。
デビュー以来、ロックとダンス・ミュージックを繋ぐ架け橋としての役割を大きく担ってきたパイオニアであり、斬新なビート・センスと先進的なトラック・メイクで数多くのヒット作を世に送り出し、ダンス系ミュージシャンとしては異例の好セールスを記録。今やダンス・ミュージック界を代表するデュオでありながら、ライヴなどの活動も精力的にこなしている。

## 来歴
1989年にマンチェスター大学で知り合った、トム・ローランズ（Tom Rowlands）とエド・シモンズ（Ed Simons）により結成され、1992年にダスト・ブラザーズ（The Dust Brothers）名義で活動開始。
ニュー・オーダーが経営に携わっていた地元マンチェスターのクラブ、ハシエンダでDJとして活躍するようになり、デッド・カン・ダンスの曲をサンプリングした「Song to the Siren」でデビュー。1994年には、ロンドンのパブ、ジ・アルバニーの地下で日曜の午後に行われていた伝説のクラブ・イベント「ザ・ヘブンリー・サンデー・ソーシャル」でDJを担当し、イベントの存在が口コミでクラブ・キッズの間で評判になると同時に、テクノ路線に移行して頭角を現していたアンダーワールドのサポートを務めるなどライヴ活動も開始し徐々にその名が知れ渡るようになった。このイベントには、当時人気を博していたシャーラタンズ、セイント・エティエンヌ、マニック・ストリート・プリーチャーズなど、ブリット・ポップ系のアーティストが多く出入りしていたため、彼らとの交友関係も深まっていった。この時期、既に存在していたアメリカの同名のグループ（ベックのアルバム『オディレイ』の共同プロデュースやデヴィッド・フィンチャー監督の映画『ファイト・クラブ』への楽曲提供で知られる）からクレームを付けられ、現在の「ケミカル・ブラザーズ」へと改名した。
1996年、オアシスのノエル・ギャラガーをゲストボーカルに迎えた「Setting Sun」が、シングル・チャートの1位を獲得する大ヒット。ビートルズの楽曲「トゥモロー・ネバー・ノウズ」を現代に蘇らせたと評された。
グラミー賞も度々受賞しており、1997年にシングル「ブロック・ロッキン・ビーツ」が「Best Rock Instrumental Performance」賞を、2005年には5thアルバム『プッシュ・ザ・ボタン』が「Best Electronic/Dance Album」賞とその1stシングルである「ガルバナイズ」が「Best Dance Recording」賞をダブル受賞し、さらに2007年の6thアルバム『ウィー・アー・ザ・ナイト』も「Best Electronic/Dance Album」を受賞した。
本国イギリスでは2作目以降5作連続でアルバム・チャート1位を記録しており、これはダンス・アクトとしては他に類を見ない大記録である。
7thアルバム『時空の彼方へ』はCD盤にはDVDが付属し、デジタル盤には動画が付いたため、アルバム・チャートには記録されなかったが、2015年の8thアルバム『ボーン・イン・ザ・エコーズ』は1位となり、6作目の1位作品となった。これにより、同年『ザ・デイ・イズ・マイ・エネミー』が5作目の1位作品となったプロディジーの記録を抜き、ダンス・アクトとして最多記録となった。

## 音楽性
ブレイクビーツを基調とし、そこにロックなどを融合したサウンドは「ビッグ・ビート」、「デジタルロック」と呼ばれ、クラブミュージック・シーンに影響を与えた。その音楽性は、ビッグ・ビートという名で定着するまでは、彼らの楽曲名でもある「ケミカル・ビーツ（Chemical Beats）」という名でも呼称されていた。また、アルバム・レコーディングに参加するゲスト・ヴォーカリストの人選は、ロックシンガーからR&Bシンガー、ラッパーまで多岐にわたる。
初期は歪ませたベースと生ドラムのサンプリングやループを軸にロックバンド感のあるブレイクビーツ･サウンドであったが、2000年代に入ってからはサイケデリックへの傾倒を顕著にし、トリップ感に特化したレイヴ路線を邁進した「ヘイ・ボーイ、ヘイ・ガール」や「スター・ギター」といった曲を発表。最初のベスト盤を挟んでからはヒップホップにも接近。特に、エレクトロニックなビート・トラックにラップをフィーチュアしたシングル「ガルバナイズ」が顕著。

## ディスコグラフィ
- 『さらばダスト惑星』 - Exit Planet Dust (1995年)
- 『ディグ・ユア・オウン・ホール』 - Dig Your Own Hole (1997年)
- 『サレンダー』 - Surrender (1999年)
- 『カム・ウィズ・アス』 - Come With Us (2002年)
- 『プッシュ・ザ・ボタン』 - Push The Button (2005年)
- 『ウィ・アー・ザ・ナイト』 - We Are The Night (2007年)
- 『時空の彼方へ』 - Further (2010年)
- 『ボーン・イン・ザ・エコーズ』 - Born in the Echoes (2015年)
- 『ノー・ジオグラフィー』　- No Geography (2019年)
- 『フォー・ザット・ビューティフル・フィーリング』　- For That Beautiful Feeling (2023年)

## ゲスト参加した主なアーティスト
- ベス・オートン - 「Alive Alone」「Where Do I Begin」「The State We're in」
- ノエル・ギャラガー（オアシス） - 「Setting Sun」「Let Forever Be」
- ティム・バージェス（ザ・シャーラタンズ） - 「Life is Sweet」「The Boxer」
- バーナード・サムナー（ニュー・オーダー） - 「Out of Control」
- リチャード・アシュクロフト（ザ・ヴァーヴ） - 「The Test」
- Q-Tip（ア・トライブ・コールド・クエスト） - 「Galvanize」
- ケリー・オケレケ（ブロック・パーティ） - 「Believe」
- クラクソンズ - 「All Rights Reversed」
- ティム・スミス（ミッドレイク） - 「The Pills Won't Help You Now」
- スパンク・ロック - 「Keep My Composure」
- ザ・フレーミング・リップス - 「The Golden Path」

など他多数

## 日本ツアー
- 1995年
  - 10月18日 - LIQUIDROOM
- 1997年
  - 6月4日
- 2000年
  - 1月8日,1月9日 - 東京ベイNKホール
  - 1月12日 - Zepp Fukuoka
  - 1月14日,1月15日 - Zepp Osaka
  - 1月16日 - DIAMOND HALL
- 2002年
  - 2月22日,2月23日 - 赤坂BLITZ
  - 2月24日 - 東京ベイNKホール
  - 2月25日,2月26日 - Zepp Osaka
- 2005年
  - 2月9日 - Zepp Osaka
  - 2月11日,2月12日 - SHIBUYA-AX
  - 2月13日 - 東京ベイNKホール
- 2016年
  - 10月12日 - 横浜アリーナ
  - 10月14日 - 新木場STUDIO COAST
  - 10月15日 - 大阪ATCホール